# Don Stroud
Don Stroud, né le 1er septembre 1943 à Honolulu, quartier de Hawaii, aux (États-Unis), est un acteur, musicien et surfeur américain.

## Filmographie

### Cinéma
- 1967 : Le Ranch de l'injustice (The Ballad of Josie) de Andrew V. McLaglen : Bratsch - Sheepherder
- 1967 : Le Diable à trois (Games) de Curtis Harrington : Norman
- 1967 : Banning de Ron Winston : Man at Golf Course
- 1968 : Police sur la ville (Madigan) de Don Siegel : Hughie
- 1968 : What's So Bad About Feeling Good? de George Seaton : Barney
- 1968 : La Brigade des cow-boys (Journey to Shiloh) de William Hale : Todo McLean
- 1968 : Un shérif à New York (Coogan's Bluff) de Don Siegel : James Ringerman
- 1969 : Explosion de Jules Bricken : Richie Kovacs
- 1970 : ...tick...tick...tick... de Ralph Nelson : Bengy Springer
- 1970 : Bloody Mama de Roger Corman : Herman Barker
- 1970 : Angel Unchained de Lee Madden : Angel
- 1971 : Le Baron rouge (The Red Baron) de Roger Corman : Roy Brown
- 1972 : Joe Kidd de John Sturges : Lamarr Simms
- 1973 : L'Exécuteur noir (Slaughter's Big Rip-Off) de Gordon Douglas : Kirk
- 1973 : Scalawag de Kirk Douglas : Velvet
- 1975 : Murph the Surf de Marvin J. Chomsky : Jack Murphy
- 1976 : Hollywood Man de Jack Starrett : Barney
- 1976 : Week-end sauvage (Death Weekend) de William Fruet : Lep
- 1976 : Ordure de flic (The Killer Inside Me) de Burt Kennedy : Elmer
- 1977 : Sudden Death (en) d'Eddie Romero : Dominic Digaldo
- 1977 : Bande de flics (The Choirboys) de Robert Aldrich : Sam Lyles
- 1978 : The Buddy Holly Story de Steve Rash : Jesse Charles
- 1979 : L'Exterminateur (Search and Destroy) de William Fruet : Buddy Grant
- 1979 : Amityville, la maison du diable (The Amityville Horror) de Stuart Rosenberg : Father Bolen
- 1981 : The Night the Lights Went Out in Georgia : Seth Ames
- 1983 : Sweet Sixteen de Jim Sotos (en) : Billy Franklin
- 1986 : Armé et dangereux (Armed and Dangerous) de Mark L. Lester : Sergeant Rizzo
- 1988 : Two to Tango de Hector Olivera : James Conrad
- 1989 : Hyper Space de David Huey : Ryan Drezak
- 1989 : Permis de tuer (Licence to Kill) de John Glen : le colonel Heller
- 1990 : Down the Drain de Robert Hughes : Dick Rogers
- 1990 : Twisted Justice de David Heavener : Luther Pontelli
- 1990 : The Boss (Mob Boss) (vidéo) : Legrand
- 1990 : Cartel de John Stewart : Tony King
- 1991:Macgyver S06E15 Libéré sur parole: Kluge
- 1991 : The Roller Blade Seven de Donald G. Jackson : Desert Maurader
- 1991 : The King of the Kickboxers de Lucas Lowe : Anderson
- 1991 : Prime Target de David Heavener : Manny
- 1992 : Legend of the Roller Blade Seven de Donald G. Jackson : Kabuki Devil
- 1992 : The Divine Enforcer de Robert Rundle : Otis
- 1993 : It's Showtime de Donald G. Jackson
- 1993 : Cyber Seeker de Mike Tristano: Isaac
- 1993 : Return of the Roller Blade Seven : Conga Man
- 1993 : The Flesh Merchant de Mike Tristano : Delambre
- 1995 : Dillinger et Capone de Jon Purdy : George
- 1995 : Criminal Hearts de Dave Payne : Thackler
- 1995 : Carnosaur 2 de Louis Morneau : Ben Kahane
- 1996 : Soldier Boyz de Louis Morneau : Gaton
- 1996 : Lune précieuse (Precious Find) de Philippe Mora : Loo Seki
- 1997 : La Légende de Bigfoot (Little Bigfoot) de Art Camacho : McKenzie
- 1997 : The Haunted Sea : Chief Foster
- 1997 : Beautés sauvages (Wild America) de William Dear : Stango the Aligator Man
- 1997 : Perdita Durango de Alex De La Iglesia : Santos
- 1998 : Detonator de Garrett Clancy : Whip O'Leary
- 2009 : Sutures : Voightman
- 2012 : Django Unchained : Shérif Bill Sharp

## Télévision
- 1967 : Le Virginien saison 6 épisode 10 (Paid in Full (Une dette à payer)) : Frank
- 1968 : A Hatful of Rain (TV) : Mother
- 1968 : Split Second to an Epitaph (TV) : Albee
- 1968 : Something for a Lonely Man (en) (TV) : Eben Duren
- 1968 : Le Virginien saison 7 épisode 06 (Image of an outlaw) : Wally McCullough/ Rafe Judson
- 1971 : D.A.: Conspiracy to Kill (TV) : Thomas Bertrand
- 1971 : Deadly Dream (TV) : Kagan
- 1972 : The Daughters of Joshua Cabe (TV) : Blue Wetherall
- 1972 : En piste (Rolling Man) (TV) : Harold Duncan
- 1974 : Panique dans l'ascenseur (The Elevator) (TV) : Pete Howarth
- 1974 : Kung Fu (série télévisée, saison 3) : un chasseur de primes
- 1974 : Les Rues de San Francisco (série télévisée) - Saison 2, épisode 17 (Blockade) : Chester William "Chet" Barrow
- 1975 : Cop on the Beat (TV) : Plums
- 1976 : High Risk (TV) : Walker-T
- 1978 : Katie: Portrait of a Centerfold (TV) : Sullie Toulours
- 1979 : Express to Terror (TV) : Jack Fisk
- 1979 : Mme Columbo (Mrs. Columbo) (série télévisée) : Sergeant Mike Varrick
- 1980 : Shérif, fais-moi peur (saison 3, épisodes 1 et 2 "Les cascadeurs de la mort") : Carl
- 1982 : K 2000 (série télévisée) de Glen A. Larson (saison 1, épisode 4) : Hilly
- 1983 : Il pleut des cadavres (More Than Murder) de Gary Nelson (TV) : Captain Pat Chambers
- 1983 : Si tu me tues, je te tue (Murder Me, Murder You) de Gary Nelson (TV) : Captain Pat Chambers
- 1983 : Condamnation sans appel (I Want to Live) (TV) : John True
- 1984 : Mike Hammer (Mickey Spillane's Mike Hammer) (série télévisée) : Captain Pat Chambers
- 1985 : Arabesque (ep : Murder Takes the Bus ) (série) : Carey Drayson
- 1985 : Gidget's Summer Reunion (TV) : The Great Kahoona
- 1986 : Le Retour de Mike Hammer (The Return of Mickey Spillane's Mike Hammer) de Ray Danton
- 1986 : Le Retour de Mike Hammer (The New Mike Hammer) (TV) : Capt. Pat Chambers
- 1989 : Le Carnet fatal (Mike Hammer: Murder Takes All) de John Nicolella (en) : Captain Pat Chambers
- 1989-1991 : MacGyver
  - (saison 4, épisode 18 "Le renégat") : Commandant Hilliard
  - (saison 6, épisode 15 "Libéré sur parole") : Jerry Kluge
- 1989 : Vic Daniels, flic à Los Angeles (Dragnet) (série télévisée) : Capt. Lussen
- 1993 : arabesque (ép. : The Big Kill ) (série) : Phil Shannon
- 1995 : The Alien Within (TV) : Louis
- 1995 : Sawbones (TV) : Captain Mowbray
- 1998 : Des hommes en blanc (Men in White) (TV)
- 1998 : Échec au complot (Land of the Free) (TV) : réparateur
- 2011 : Hawaii 5-0 (série télévisée) - Saison 2, épisode 4 : Ed